# Smaakversterker
Onder smaakversterkers worden merendeels gesynthetiseerde stoffen verstaan, of andere toevoegingen aan voedsel die de natuurlijke smaak van het eten versterken.

## Zout
Als smaakmaker wordt meestal keukenzout aan gerechten toegevoegd. Langdurig gebruik van te veel zout kan leiden tot ernstige gezondheidsschade. Zout verhoogt weliswaar de smaak van veel voedingsmiddelen, maar wordt niet als 'smaakversterker' gezien.
Lijst van smaakversterkers met E-nummers
- E334	L-wijnsteenzuur
- E335	Natriumtartraten
- E336	Kaliumtartraten
- E337	Kaliumnatriumtartraat
- E354	Calciumtartraat
- E620	Glutaminezuur
- E621	Mononatrium-glutamaat
- E622	Monokalium-glutamaat
- E623	Calciumdiglutamaat
- E624	Monoammonium-glutamaat
- E625	Magnesium-diglutamaat
- E626	Guanylzuur
- E627	Natriumguanylaat
- E628	Kaliumguanylaat
- E629	Calciumguanylaat
- E630	Inosinezuur
- E631	Dinatriuminosinaat
- E632	Dikaliuminosinaat
- E633	Calciuminosinaat
- E634	Calcium-5’-ribonucleotide
- E635	Dinatrium-5’-ribonucleotide
- E640	Glycine en zijn natriumzout
- E650	Zinkacetaat

(bron:)

## Etikettering
Door de verplichte vermelding op de verpakking van smaakversterkers kan de consument bij aankoop rekening houden met de aanwezigheid hiervan. Het gebruik van smaakversterkers is inmiddels zo ingeburgerd, dat veelal in het reguliere supermarktkanaal geen alternatief meer te koop is. Ook bereid voedsel in horeca of bij de traiteur bevat vaker niet dan wel een overzicht van de gebruikte ingrediënten, waaronder smaakversterkers.

## Alternatieven
Alternatieve smaakversterkers zijn onder andere azijn, citroensap, suiker en gemalen sesamzaad, knoflook (in kleine hoeveelheden) en lavas.